# 양주로

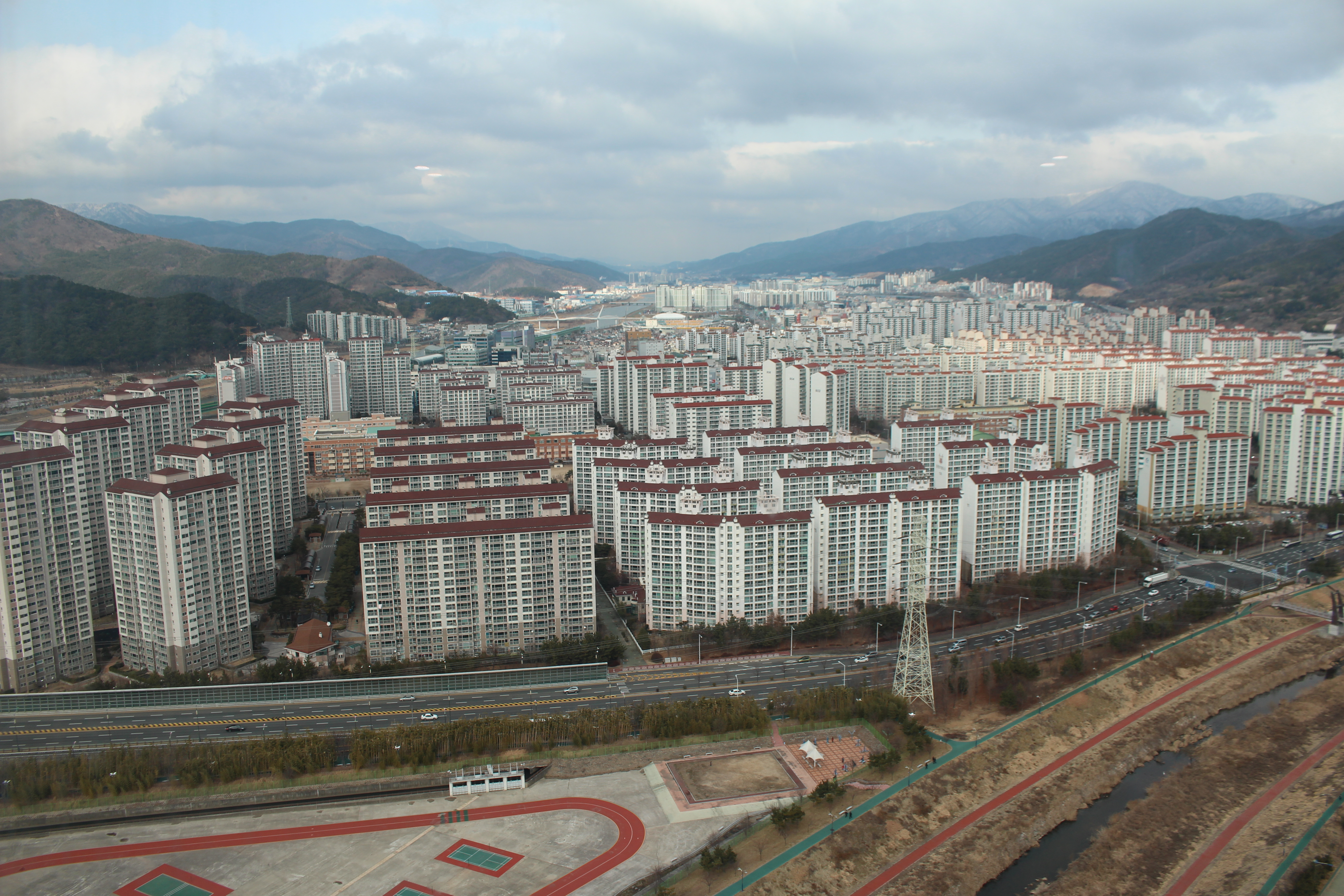
양산신도시 1단계 구역. 주변에는 양주로와 청운로가 관통한다.

양주로(Yangju-ro)는 경상남도 양산시 남부동과 중부동을 잇는 도로이다.

## 노선 경로
- 사거리 명칭 미상 - 강변로, 양산역로, 삽량로, 중부로
- 양주1길과 직결

## 주요 건물 및 시설
- 양산남부고등학교 (경상남도 양산시 남부동 556-2)
- 양산중앙중학교 (경상남도 양산시 남부동 556-1)
- 삽량초등학교 (경상남도 양산시 남부동 601-3)
- 남부3근린공원 (경상남도 양산시 남부동 601-2)

## 같이 보기
- 양산신도시